# Nathan Rice
Nathan Rice (* 21. Januar 1983) ist ein englischer Badmintonspieler. 

## Karriere
Nathan Rice siegte 2004 bei den Welsh International und den Bulgarian International und gewann in der Folge den gesamten EBU Circuit 2004/05. Bei den englischen Meisterschaften 2007 wurde er Vizemeister. Beim Thomas Cup 2008 stand er mit seinem Nationalteam im Viertelfinale.

## Sportliche Erfolge
| Saison    | Veranstaltung           | Disziplin    | Platz | Name        |
| --------- | ----------------------- | ------------ | ----- | ----------- |
| 2004      | Welsh International     | Herreneinzel | 1     | Nathan Rice |
| 2004      | Bulgarian International | Herreneinzel | 1     | Nathan Rice |
| 2004/2005 | EBU Circuit             | Herreneinzel | 1     | Nathan Rice |